# James Randi Educational Foundation
La James Randi Educational Foundation è un'organizzazione non a scopo di lucro, fondata nel 1996 dall'illusionista James Randi, uno dei fondatori dell'associazione scettica statunitense CSI (Committee for Skeptical Inquiry). 

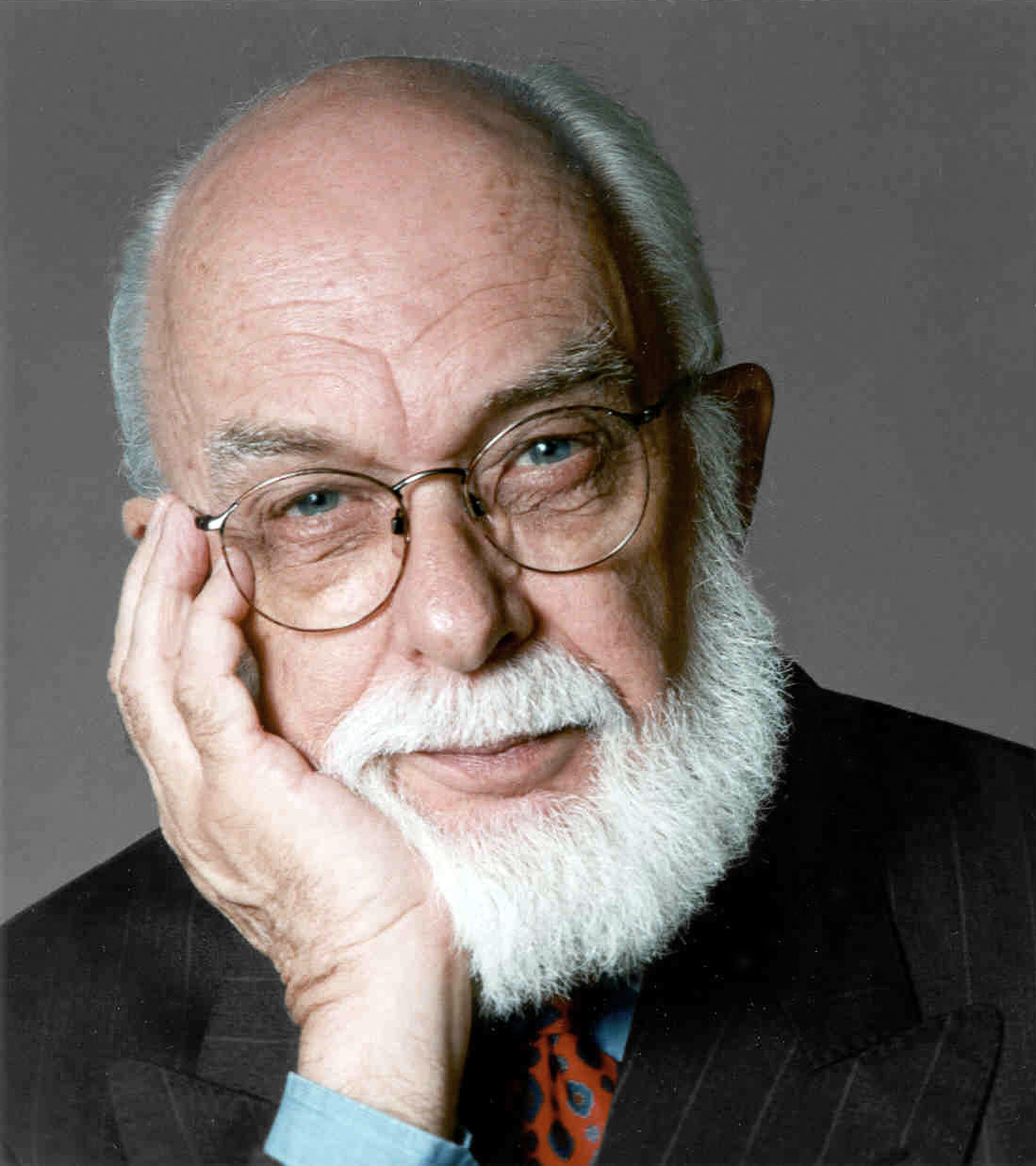
Il fondatore J. Randi

## Attività
Il suo scopo è la promozione del pensiero critico, fornendo ai mezzi di comunicazione ed al grande pubblico informazioni affidabili sui presunti fenomeni paranormali e soprannaturali.
La Fondazione è nota in particolare per il premio di 1,53 milioni di dollari offerto a chiunque riesca a dimostrare una qualunque abilità paranormale.
La sede si trova a Fort Lauderdale, in Florida.